# Telegrafie

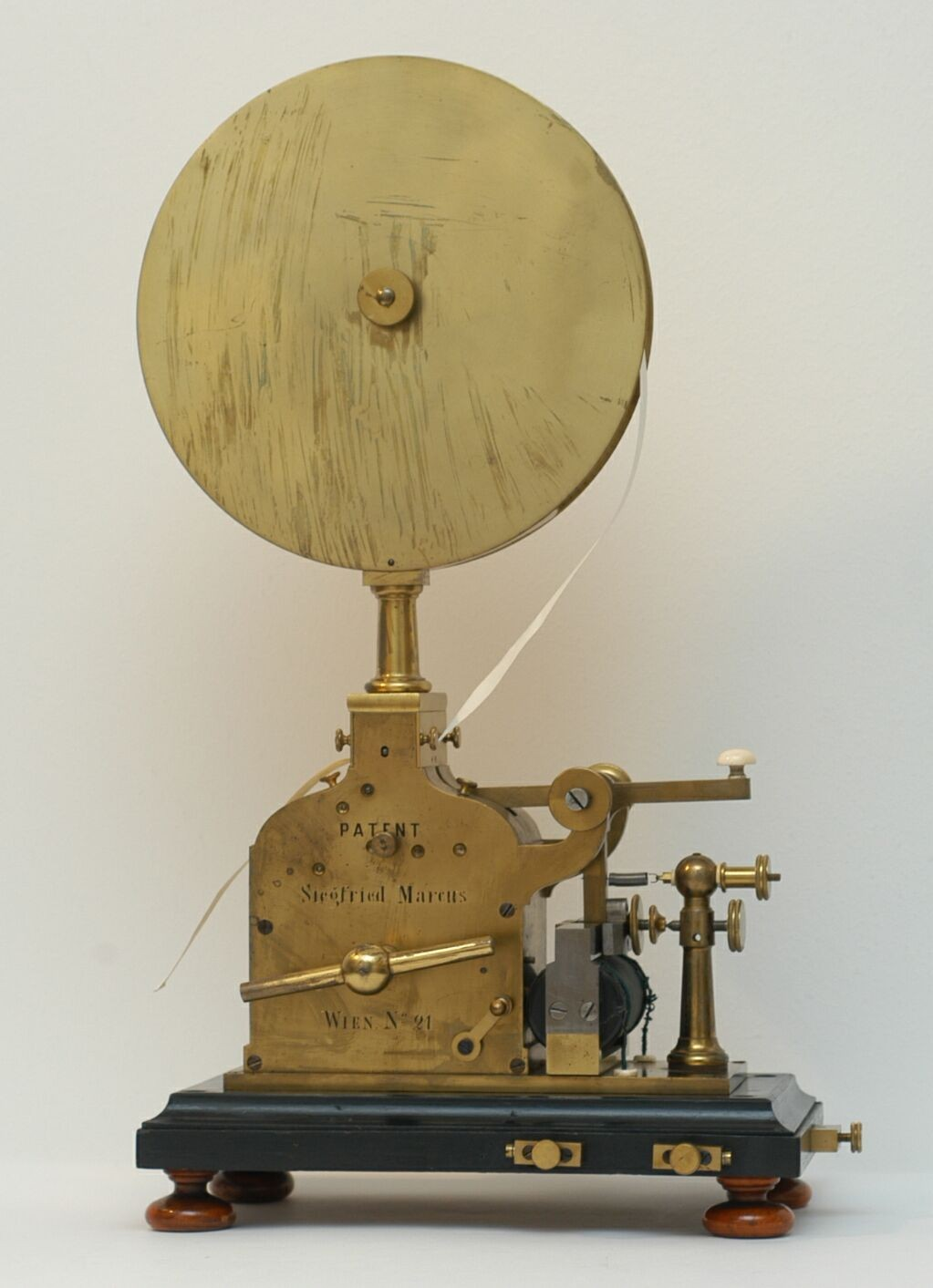
Telegrafen-Reliefschreiber, 1861, gebaut von Siegfried Marcus

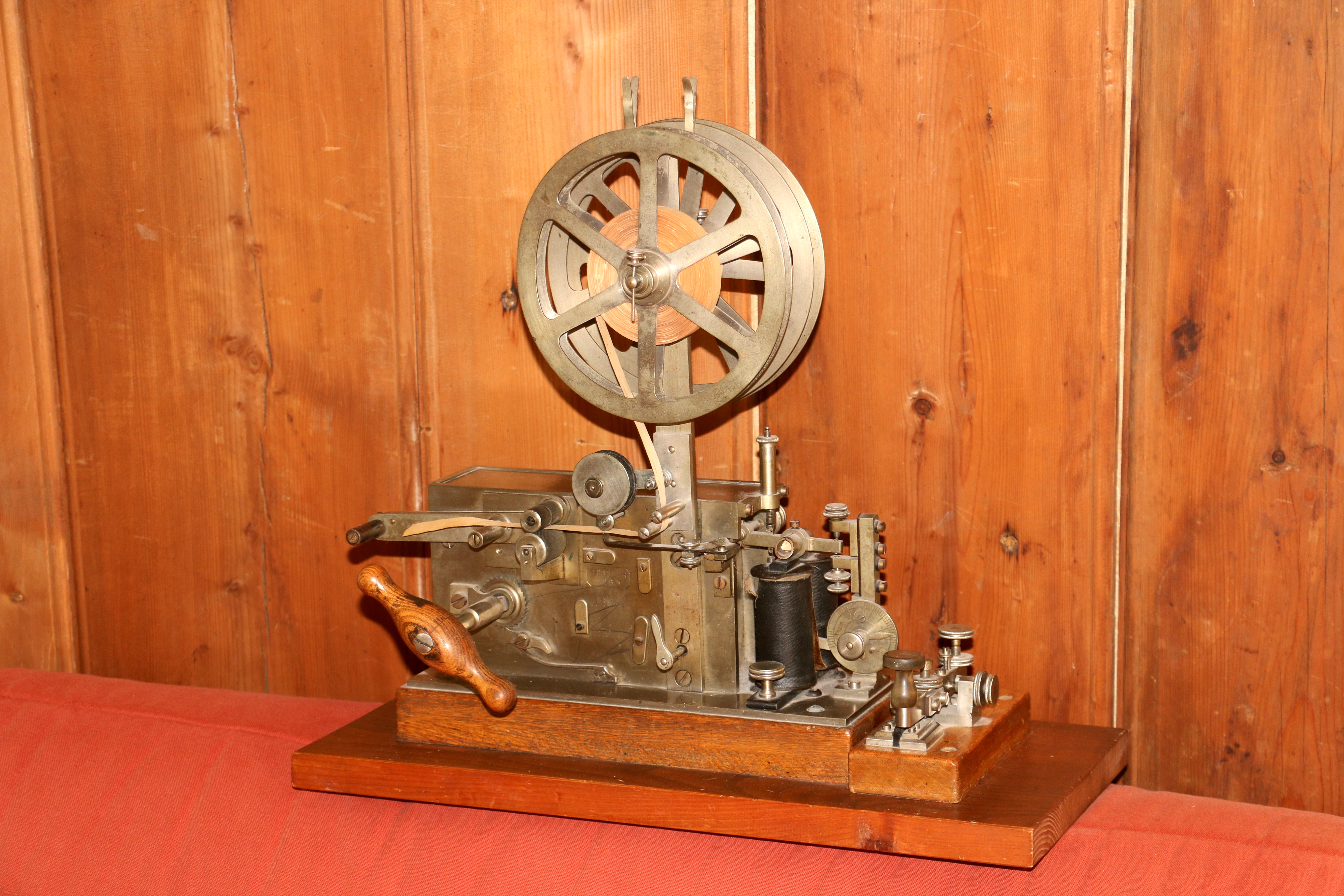
Diese Schreibtelegrafen von G.Hasler (Bern) waren bei der Gotthardbahn im Einsatz

Die Telegrafie (auch Telegraphie geschrieben, von altgriechisch τῆλε tēle, deutsch ‚fern‘ und γράφειν gráphein‚ einritzen, schreiben‘, siehe auch -graphie) ist Fernschreiben, also die Übermittlung codierter Nachrichten über eine geographische Distanz, bei der keine Objekte zwischen Sende- und Empfangsort bewegt werden. Hierbei werden die Bestandteile eines zu übermittelnden Textes (wie Buchstaben, Ziffern und Satz- und ähnliche Zeichen) als einzelne Zeichen übertragen. Im Gegensatz zum Sprechfunk und der Telefonie wird bei der Telegrafie nicht gesprochen, sondern die Zeichen werden durch Telegrafisten in codierter Form übertragen, zumeist im Morsecode.
Die Anfänge der Telegrafie können bis in die Antike zurückverfolgt werden. Eine übertragene Nachricht hieß „telegraphische Depesche“ und ab 1852 auch Telegramm. Im Jahr 1898 wurde das erste bezahlte Funktelegramm drahtlos übermittelt.

## Formen der Telegrafie

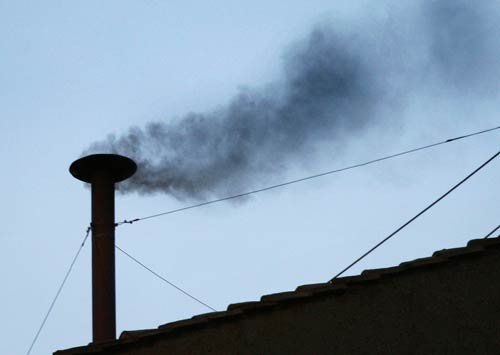
Rauchsignal aus dem Schornstein auf der Sixtinischen Kapelle (2005)

Es bestehen verschiedene Formen der Telegrafie. Die älteste ist die optische, bei der die Codes von Menschen noch manuell erzeugt und ausgewertet wurden, etwa Leuchtfeuer und Rauchzeichen. Besondere Telegrafen waren früher neben dem optischen Telegrafen mit Zeigern (auch Semaphor genannt) die Feuer-, Feld-, Eisenbahn-, Haus- und Schiffstelegrafen. Schallsignale kommen bei Glocken, Böllern, Sirenen, Nebenhörnern zum Einsatz. Bei der jüngeren, der elektrischen bzw. elektromagnetischen Telegrafie, bei der die Zeichen bereits in Form von Morsezeichen übertragen wurden (dementsprechend auch Morsetelegrafie genannt), war es ebenfalls noch notwendig, diese manuell zu erzeugen. Erst mit dem Zeigertelegrafen und später dem Fernschreiber wurde die Buchstabenkodierung automatisch durchgeführt.
Je nach technischem Entwicklungsstand der verwendeten Geräte wuchsen die überbrückbaren Entfernungen, besonders mit den Erfindungen Unterseekabel und Funkentelegrafie im Ausgang des 19. Jahrhunderts. Spätestens um das Jahr 2000 endete aber die Verwendung von Telegrafietechnik in fast allen Bereichen wie kommerziellen Anwendungen und im Verkehrswesen, wie im maritimen Bereich beispielsweise im Seefunk oder im Flugverkehr beispielsweise bei ungerichteten Funkfeuern (NDB). Im Amateurfunkdienst und teilweise zur militärischen Nachrichtenübermittlung wird die Telegrafie bis in die Gegenwart genutzt.

## Optische Telegrafie

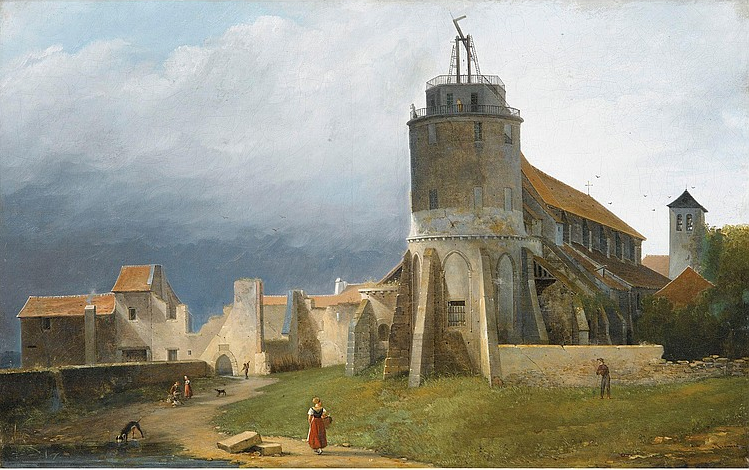
Gemälde (1820) mit einem Chappe-Signalturm auf dem Montmartre

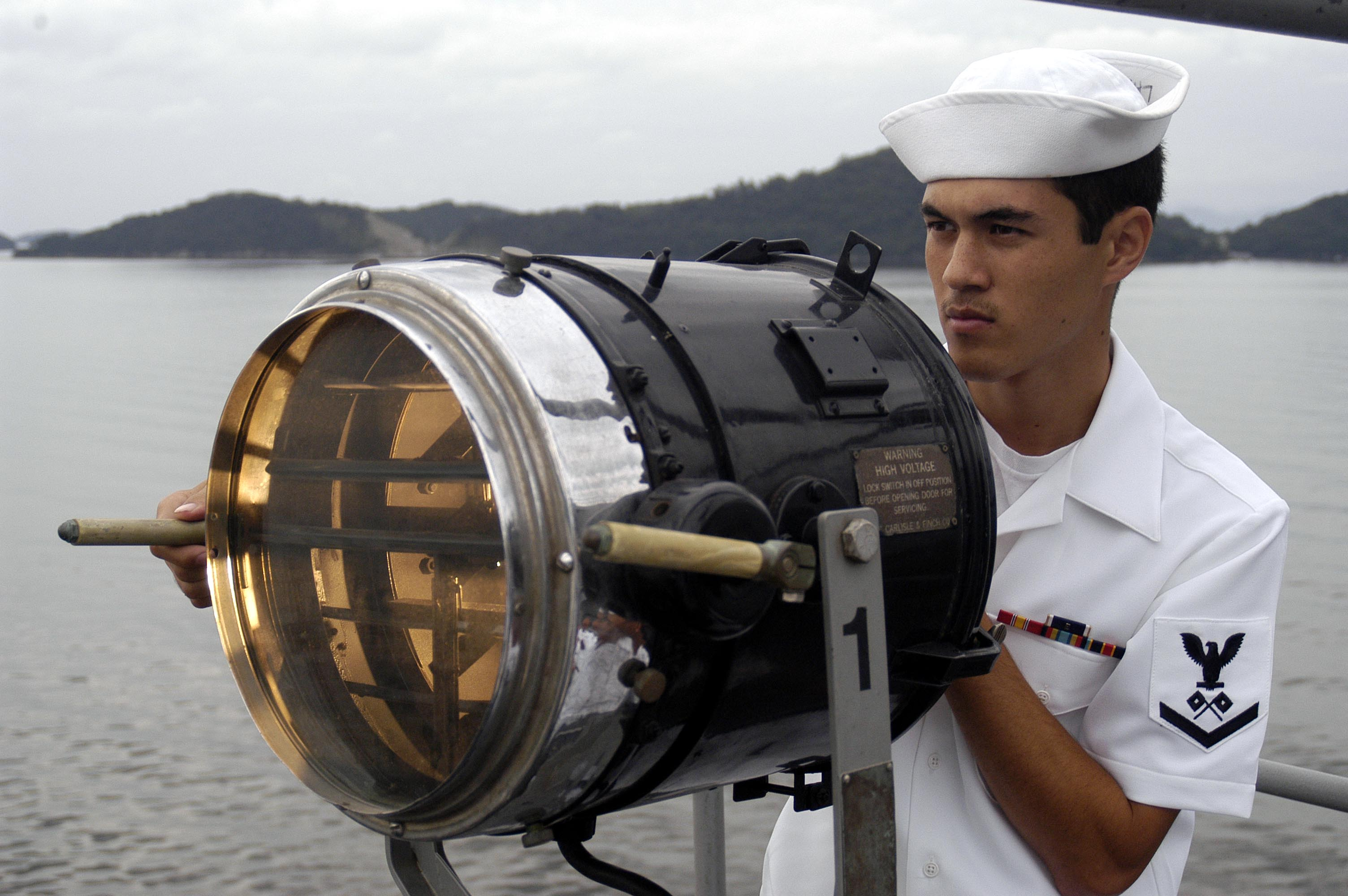
Signalgast der US-Navy (2003)

Im griechischen Drama Agamemnon aus dem Jahre 458 v. Chr. wird eine Form von Telegrafie mit optischer Übertragung erwähnt. In der Neuzeit wurden ebenfalls Geräte entwickelt, die einen optischen Übertragungsweg benutzten, allerdings nicht mehr in der historischen Form per Feuer- oder Rauchsignalen.
In Europa begann das Zeitalter dieser moderneren optischen Telegrafie im späten 18. Jahrhundert. Sehr erfolgreich wurde das Turmsystem von Claude Chappe. In Frankreich gab es beispielsweise über 500 Stationen. Die Übertragung einer Nachricht über eine Strecke von 20 Stationen dauerte lediglich etwa 2 Minuten. Das Chappe-System arbeitete mit Zahlencodes und Wörterbüchern. Es wurden also normalerweise keine einzelnen Buchstaben, sondern Seite, Position in einem Signalbuch übertragen. Oft bestand eine Kodierung aus einem gesamten Satz. Aber auch einzelne Buchstaben konnten mit dem System übertragen werden. Das französische System hatte 92 verschiedene Kodierungsmöglichkeiten. Damit konnten also 92 × 92 Kodierungen erfasst werden. Das System war extrem teuer in der Installierung und im Betrieb. Allein bei der Linie Paris – Bayonne waren 250 Personen beschäftigt. Auf der Linie wurden zwischen 1823 und 1846 insgesamt 6900 Depeschen versendet, also im Schnitt 355 pro Jahr. Das System war nur bei gutem Wetter einsetzbar, obwohl es Bemühungen gab, die Telegrafen zu beleuchten. Das System war störanfällig und nicht abhörsicher. Ein ausgefallener Telegrafenmitarbeiter konnte eine gesamte Strecke lahmlegen. Auch Preußen betrieb von 1832 bis 1849 eine Linie zwischen Berlin und Koblenz. 145 Telegrafisten bemannten 62 Stationen. Dabei handelte es sich ausschließlich um Militärangehörige. Die Errichtung der Linie kostete 200.000 Taler, der jährliche Betrieb zirka 53.000 Taler. Das System konnte im Sommer 6 Stunden, im Winter 3 Stunden pro Tag genutzt werden. Der Wartungsaufwand war enorm. Die aufkommenden Techniken der elektrischen bzw. Funkentelegrafie im 19. Jahrhundert lösten die optische Telegrafie ab.
Dennoch gibt es bis in die Gegenwart verschiedene Verfahren, bei denen der optische Übertragungsweg noch immer Anwendung findet, beispielsweise mit Lichtsignalen insbesondere unter Marineschiffen.

## Kabelgebundene Telegrafie

Elektrischer Telegraf:
1.Sendestation,
2.Empfangsstation,
3.Manipulator,
4.Batterie (Stromquelle),
5.Masse,
6.Leitung,
7.Elektromagnet,
8.Prägestempel,
9.Papierrolle,
10.Schreibwalze,
11.Vorzugswalze,
12.Papierstreifen

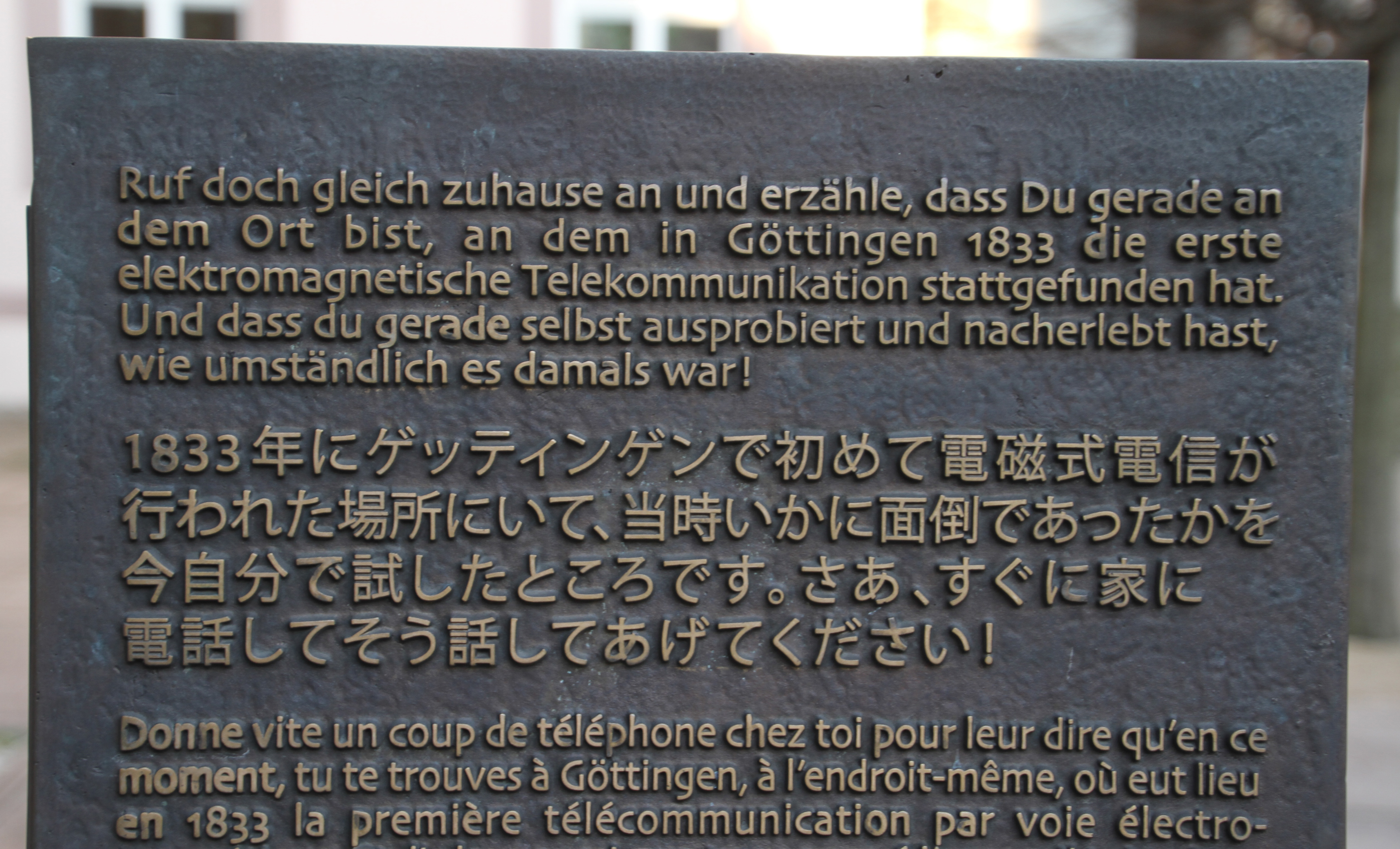
Erinnerungstafel zum Gauß-Weber-Telegrafen 1833 in Göttingen

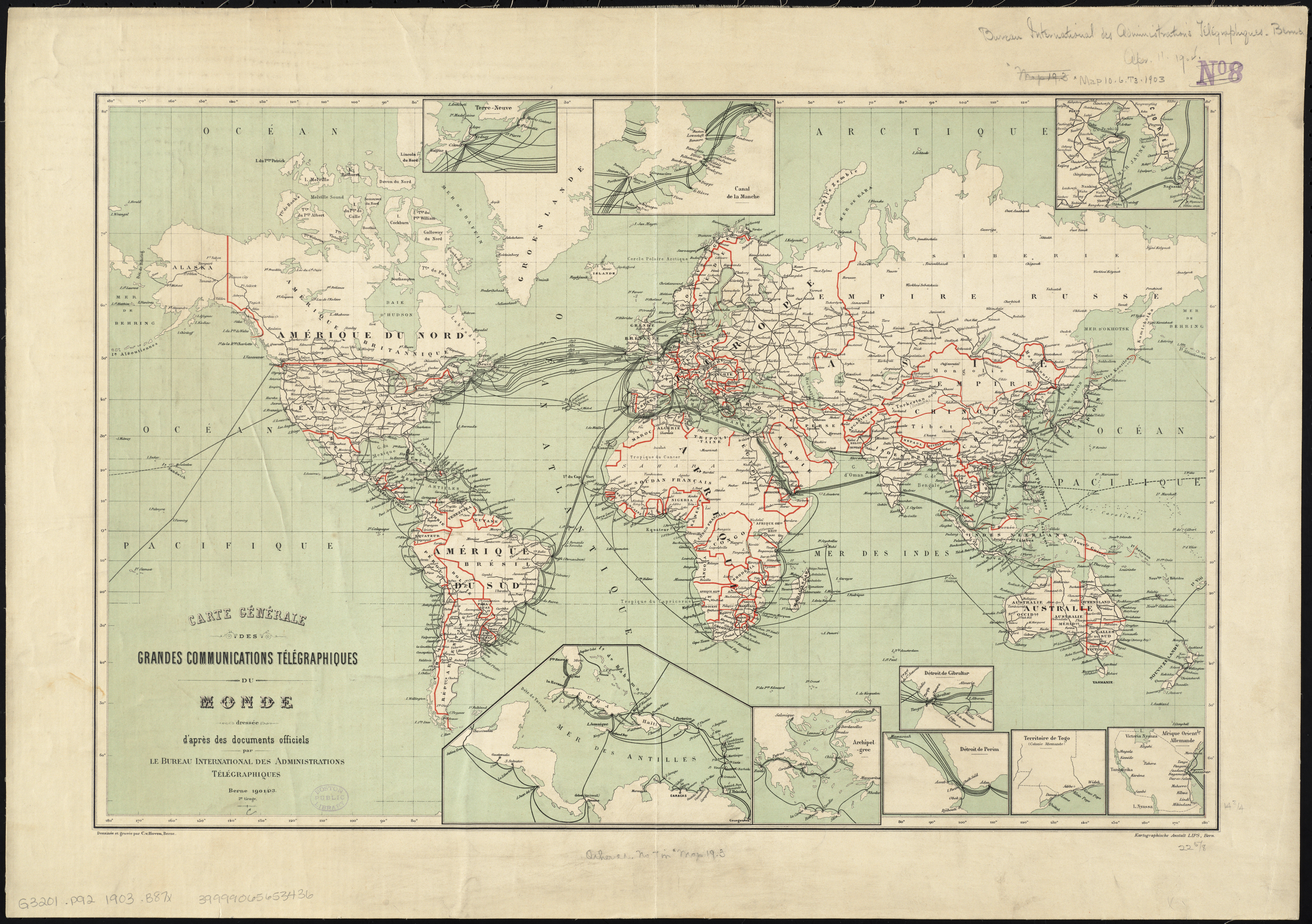
Telegrafenleitungen 1901

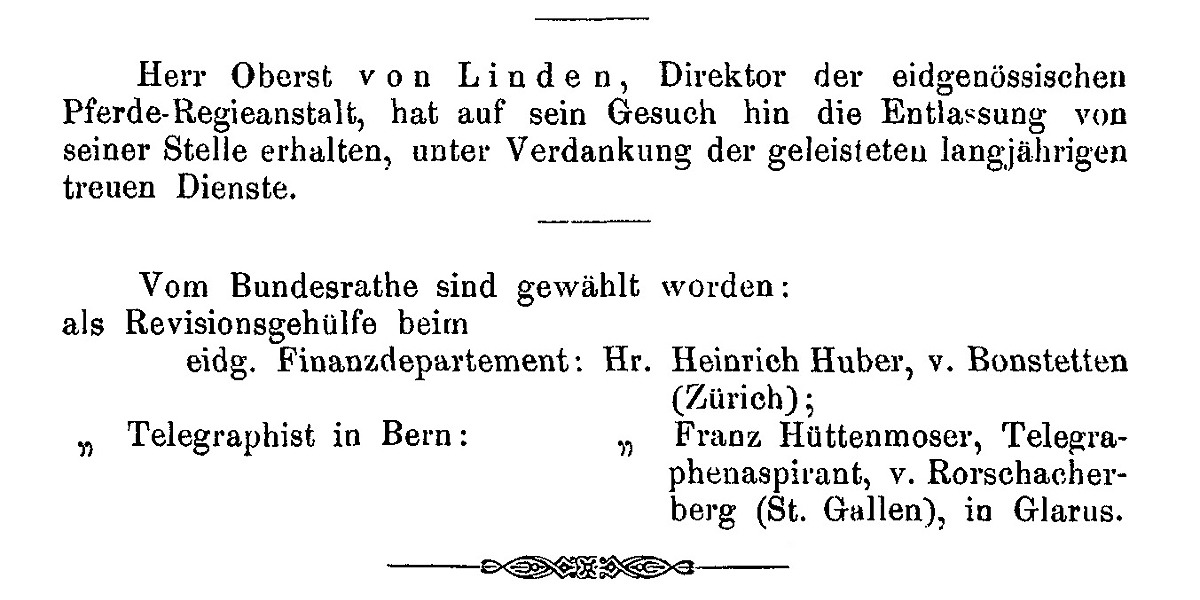
Beschluss der Schweizer Bundesregierung über die Wahl eines „Telegraphenaspiranten“ (1887)

### Entwicklung der elektrischen Telegrafie
Die kabelgebundene elektrische Telegrafie konnte sich erst nach 1730 durch die Erkenntnis, dass sich elektrischer Strom entlang eines Leiters bewegt, entwickeln. Elektrolyt-Telegrafen waren erst nach der Erfindung der Voltaschen Säule durch Alessandro Volta im Jahr 1800 möglich.
1774 entwickelte und präsentierte Georges-Louis Le Sage in Berlin die weltweit erste Form der elektrischen Telegrafie, wobei er 24 parallel verlaufende Drähte benutzte, einen für jeden Buchstaben des Alphabets. Dieser Telegraf verband zwei Räume miteinander. Es war ein elektrostatischer Telegraf, der durch elektrische Leitung Goldblättchen bewegte.
Einer der ersten Pioniere auf dem Gebiet der elektrischen Telegrafie war der aus Barcelona stammende Arzt, Meteorologe und Physiker Francesc Salvà i Campillo. Salvà führte sein System 1795 der Reial Acadèmia de Ciències i Arts de Barcelona vor. Salvà meinte damals schon, es würde eines Tages möglich sein, elektrische Impulse auch drahtlos zu übertragen.
1804 baut Francesc Salvà i Campillo in Spanien einen Elektrolyt-Telegrafen mit 26 Leitungen, an deren Enden sich Glasröhrchen befinden, in denen sich Flüssigkeit bei einem Stromstoß zersetzt.
Der Anatom Samuel Thomas von Soemmerring konstruierte 1809 in München einen elektrischen Telegrafen, bei dem jedes Zeichen durch einen eigenen Leiter übertragen und durch elektrochemische Zersetzung des Wassers signalisiert wurde. Das Original befand sich bis 1905 im Besitz des Physikalischen Vereins in Frankfurt am Main. Es steht heute im Deutschen Museum in München, das Museum für Kommunikation Frankfurt besitzt ein Modell seiner Konstruktion.
Nach den Forschungsarbeiten Michael Faradays zur elektromagnetischen Induktion im Jahre 1832 führten Wilhelm Weber und Carl Friedrich Gauß 1833 Versuche mit einem elektromagnetischen Telegrafen durch (siehe auch: Gauß-Weber-Telegraf). Im selben Jahr gelang ihnen die erste telegrafische Nachrichtenübertragung vom damaligen Physikalische Kabinett (heute Papendiek 14, Gebäude der  Niedersächsischen Staats- und Universitätsbibliothek Göttingen) bei der Paulinerkirche in der Göttinger Innenstadt zur Göttinger Sternwarte. Zur Nachrichtenübertragung dienten positive oder negative Spannungspulse, die durch gezieltes Umpolen und Auf- und Abbewegen einer Induktionsspule erzeugt wurden. Die Spule wurde hierzu über ein Bündel magnetisierter Stahlschienen geschoben. Ein Nachbau, den Weber für die Weltausstellung 1873 in Wien in Auftrag gab, wird in der historischen Sammlung des Ersten Physikalischen Instituts der Universität Göttingen aufbewahrt. Ein weiterer Nachbau befindet sich in der Telekommunikationsabteilung des Deutschen Museums in München.
1835 entwickelte Paul Schilling von Canstadt in St. Petersburg einen Nadeltelegrafen, der durch die Ausschläge einer kompassähnlich gelagerten Magnetnadel die Ziffern 1 bis 10 angab. Diesen sah der Engländer William Fothergill Cooke 1836 in Heidelberg. Zusammen mit Charles Wheatstone schuf dieser daraufhin 1837 die erste betriebssichere Signalleitung für eine Eisenbahnstrecke in England. Die Eisenbahngesellschaften trieben die Entwicklung maßgeblich voran, um Informationen schneller als die Züge selbst zu übertragen. Dieses System wurde dann auch für die ersten öffentlich genutzten elektrischen Telegrafiestrecken verwendet, in Deutschland zum Beispiel auf der ersten längeren europäischen Telegrafenlinie Bremen–Bremerhaven. Der unterirdische Ausbau des Telegrafienetzes des Deutschen Reiches begann 1876 auf der Versuchsstrecke Berlin-Halle an der Saale-Leipzig. Ab 1881 bestanden über 30.000 km Netz zwischen Königsberg (Preußen) und Köln, sowie in Nord-Süd-Richtung zwischen Kiel und Kehl.
Carl August von Steinheil konstruierte 1836 den ersten Drucktelegrafen, baute 1837 in München eine 5 km lange funktionierende Telegrafie-Verbindung und entdeckte 1838 bei Versuchen an den Gleisen der Ludwigseisenbahn in Fürth die elektrische Erdrückleitung, was für die Telegrafie eine wesentliche Vereinfachung bedeutete.
Er übermittelte Nachrichten mit Hilfe eines eigenen Codes (der Steinheilschrift).

### Telegrafie mit Morsezeichen
Ein nachhaltiger Fortschritt kam 1837 mit dem von Samuel Morse konstruierten und 1844 verbesserten Schreibtelegrafen. Um 1850 hatte sich Morses Technik auf den deutschen Telegrafenlinien, die sich in wenigen Jahren zu einem zusammenhängenden Netz geschlossen hatten, durchgesetzt.
Mit der Verlegung von Seekabeln wurde 1850 begonnen (Dover–Calais). Der erste Versuch, ein Seekabel zwischen Europa und Nordamerika zu verlegen, gelang 1858 – das Kabel funktionierte jedoch nur einige Wochen und musste dann als unbrauchbar aufgegeben werden. Erst 1866 – nach weiteren kostspieligen Fehlschlägen – wurde eine dauerhafte Telegrafenverbindung von Valentia Island (Irland) nach Heart’s Content (Neufundland) hergestellt.

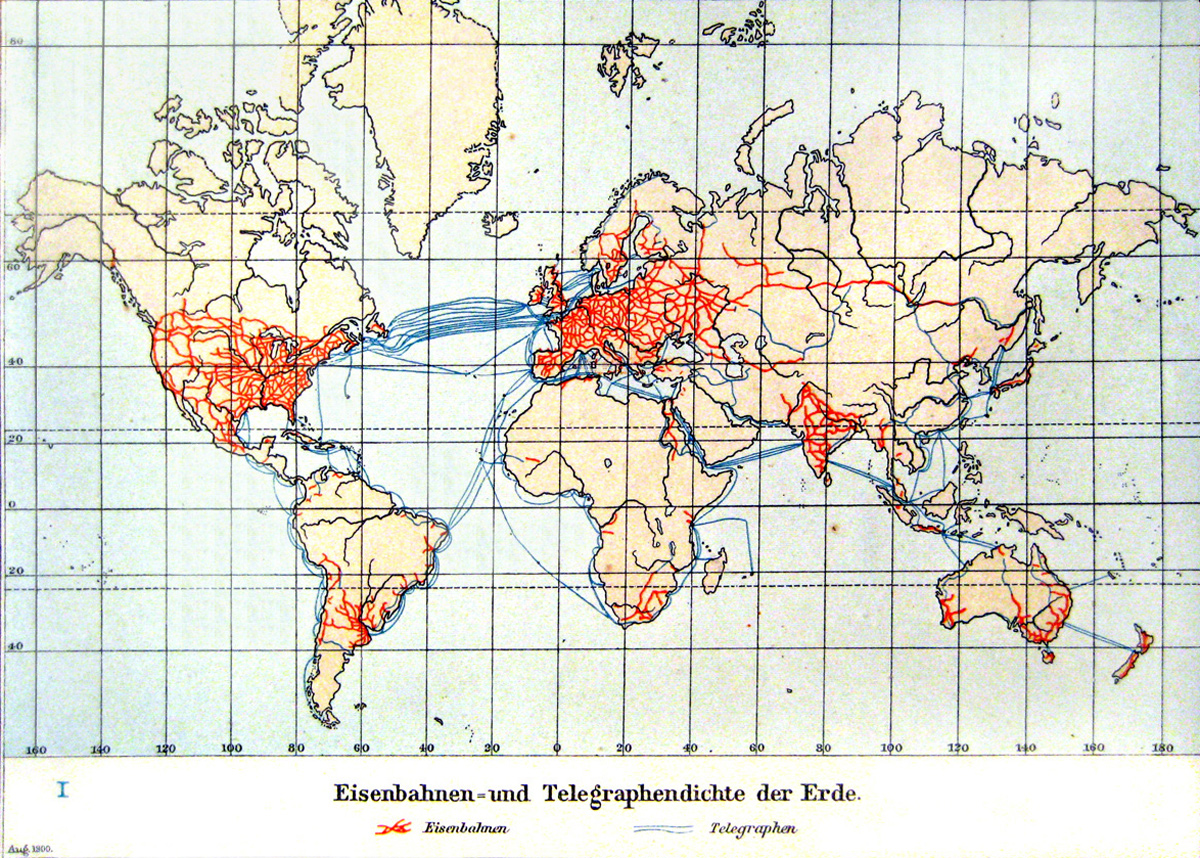
Eisenbahnen- und Telegraphendichte der Erde, Karte um 1900

Im Jahr der Erfindung des elektrischen Telegrafen (1833) begann Israel Beer Josaphat aus Kassel in Göttingen seine Banklehre. Er begriff die Möglichkeiten der Erfindung und baute unter dem Namen Paul Julius Reuter ab 1851 von London aus die Nachrichtenagentur Reuters Telegraphic Comp. Incorporated auf. Die Türkenlinie zwischen England und Indien ging 1865 in Betrieb.
Um 1870 waren große Teile der Erde schon verkabelt. Weil es nur wenig Erfahrung mit der Lebensdauer insbesondere von Tiefseekabeln gab, bauten die Kabelbetreiber immer weiter. Zwischen den Telekommunikationsministerien der Länder wurden Verträge über Nutzung und Weiterleitung geschlossen. Häufig musste man wegen defekter eigener Telegrafiekabel auf die anderer Nationen ausweichen. Der Hauptgrund für eine sich verschlechternde Übertragungsqualität war die Korrosion der Isolierung der Kupferadern. Ende des 19. Jahrhunderts nahm die Nutzung der Telegrafie stark zu. So liefen zum Beispiel 1871 in einer typischen Woche etwa 60.000 telegrafische Nachrichten über die britischen Postämter, ein Jahr später waren es bereits über 200.000.
Mit der Einführung des Fernschreibers begann der Niedergang der landgebundenen Telegrafie. In Australien und den USA endete sie in den 1960er-Jahren.

## Drahtlose Telegrafie

### Funktelegrafie

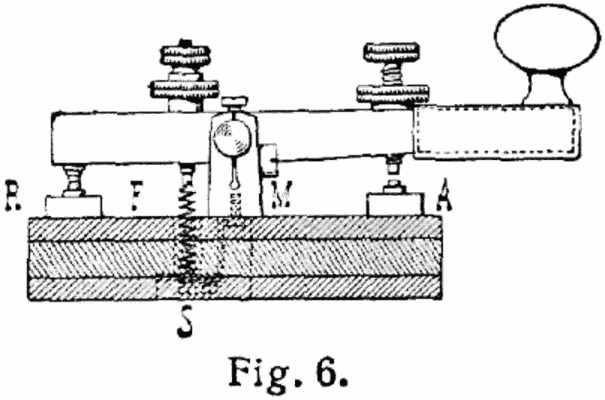
Morsetaste (1904)

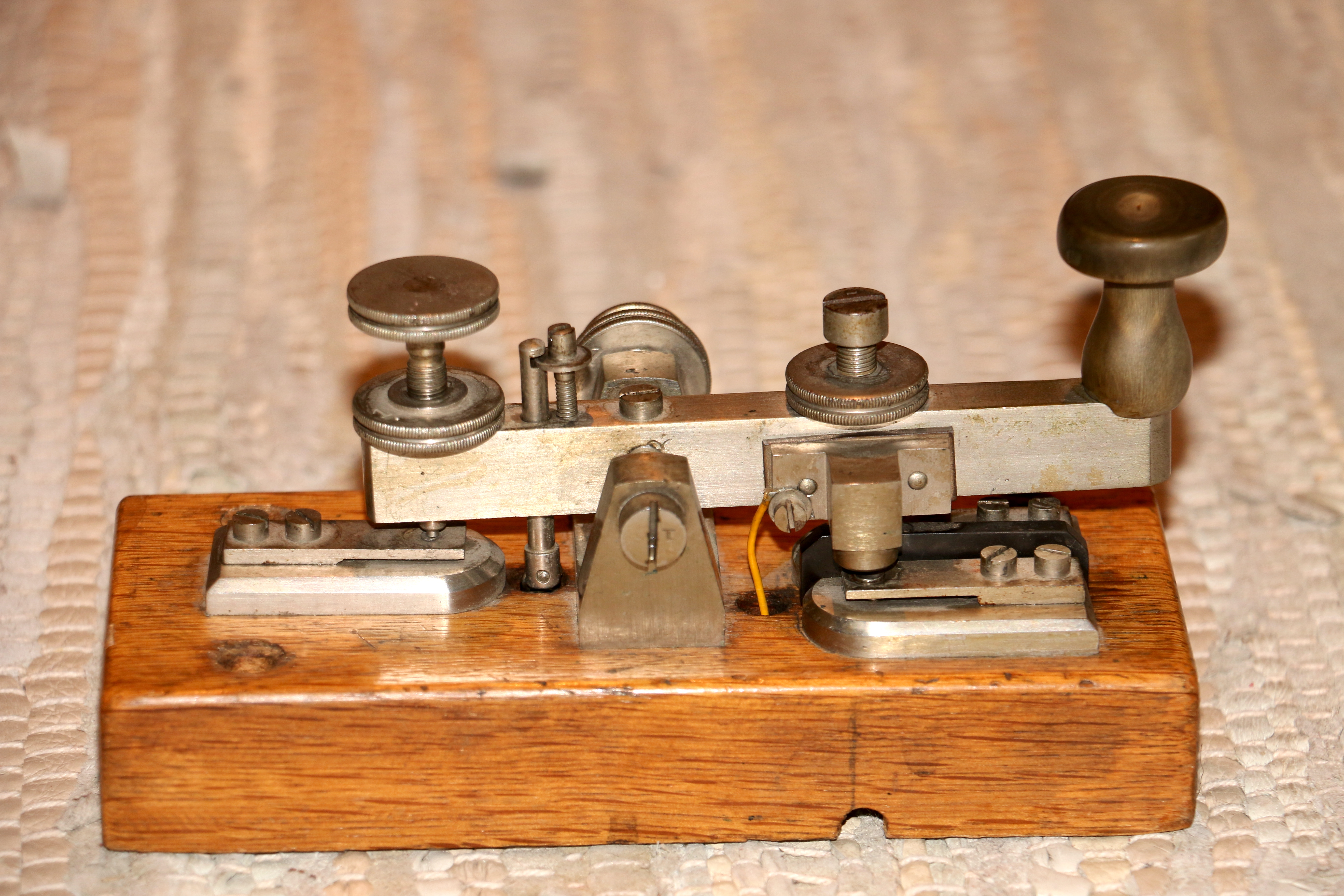
Morsetaste der Firma G.Hasler
Diese Morsetasten waren um 1900 bei der Gotthardbahn im Einsatz

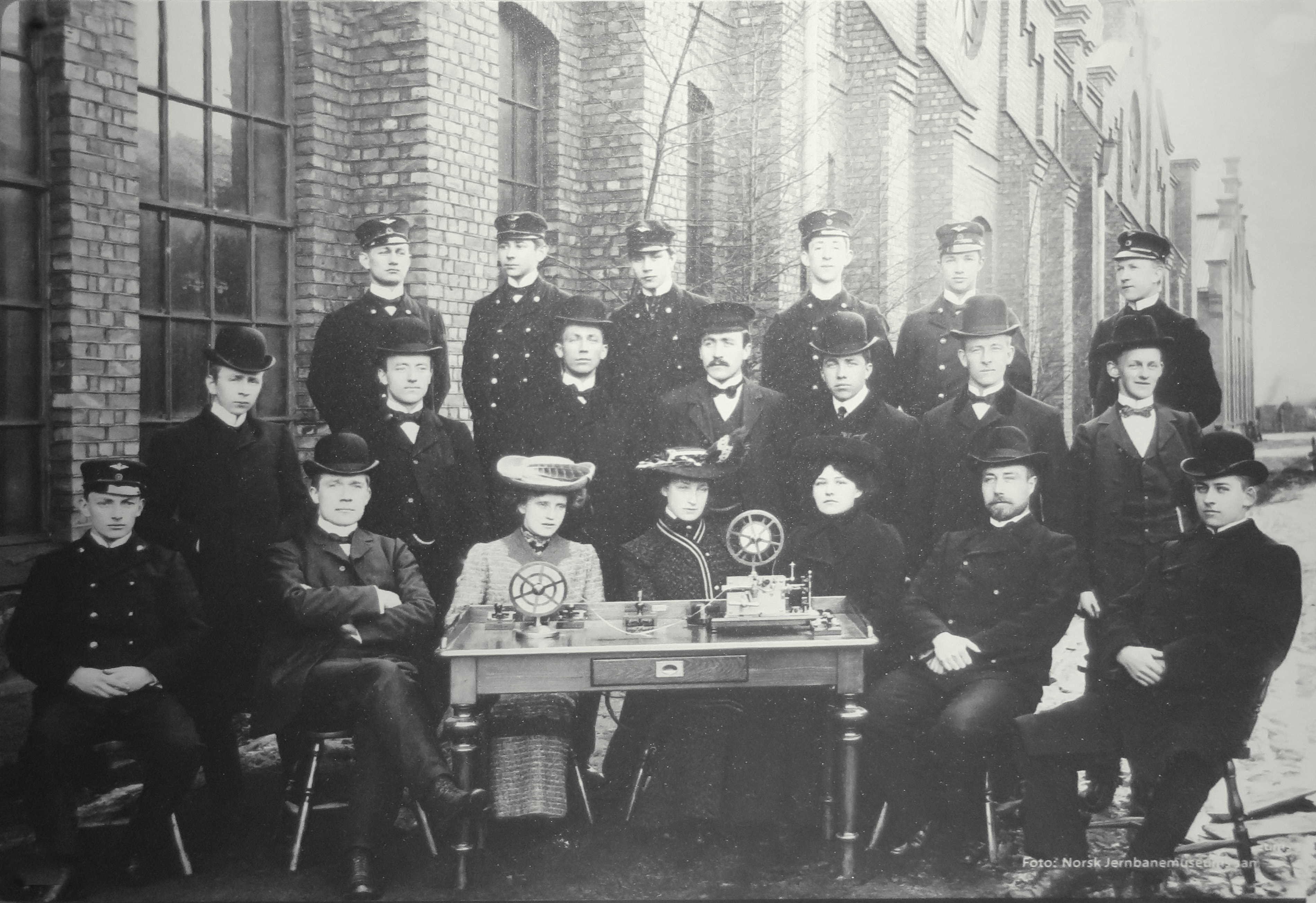
Eisenbahner und Telegrafistinnen der Norwegischen Staatsbahn, um 1900

Der Physiker Ferdinand Braun bekam 1909 den Nobelpreis für Physik für seinen Beitrag zur Entwicklung der Telegrafie per Funk. Er teilte sich den Preis mit Guglielmo Marconi, dem die praktische Umsetzung und die erste transatlantische Funkübertragung gelang. Braun hatte am 20. September 1898 eine erste drahtlose Nachrichtenübermittlung am Physikalischen Institut in Straßburg aufgebaut, die kurz darauf 30 km bis in den Vogesenort Mutzig reichte. Marconi gründete 1897 die Wireless Telegraph and Signal Company und errichtete, zunächst versuchsweise, die erste kabellose Verbindung über den Bristolkanal. Im gleichen Jahr errichtete Braun von Cuxhaven aus eine 3 km bis zur Kugelbake reichende Funkverbindung. Das erste bezahlte Funktelegramm der Geschichte wurde ein Jahr später gesendet. Es wurde von Marconi für Lord Kelvin von der Isle of Wight nach Bournemouth verschickt. Am 24. September 1900 wurde eine solche Verbindung über die 62 km lange Strecke Cuxhaven–Helgoland geschaffen. Am 12. Dezember 1901 gelang Marconi die erste transatlantische Funkübertragung zwischen Poldhu (Halbinsel The Lizard, Cornwall) und St. John’s (Neufundland).
Für die Funktelegrafie wurden in der Anfangszeit sogenannte Knallfunkensender eingesetzt, ab 1908 vorwiegend die daraus abgeleiteten Löschfunkensender. Löschfunkensender nutzen die gedämpften Schwingungen, die bei der elektrischen Ladung über einen Funken entstehen. (Die Verwendung von Funkenstrecken, die der Funktechnik ihren Namen gab, wurde schon bald durch andere Techniken ersetzt.) Die hochfrequenten Schwingungen wurden mit Hilfe einer Morsetaste nach dem Morsecode getastet und in eine Antenne eingespeist, sodass sie als Funkwellen abgestrahlt wurden. Der Empfänger bestand in der Anfangszeit aus einem sogenannten Kohärer (auch Fritter genannt), einem heute nicht mehr gebräuchlichen Bauelement, das in Abhängigkeit von hochfrequenten Schwingungen seinen elektrischen Widerstand ändert. Im ersten Jahrzehnt des 20. Jahrhunderts wurde der Fritter nach und nach durch Möglichkeiten zum Hörempfang von Telegrafiesignalen ersetzt.
Im Vergleich mit der Alternative Sprechfunk, also drahtloser Telefonie, hat die drahtlose Telegrafie Vor- und Nachteile:
- Auch wenn während der ersten Jahrzehnte die Telegrafisten immer schneller geworden waren[10], S. 103, ist die Textübertragung deutlich langsamer als beim Sprechen. Die freiwillige Zusatzprüfung Morsen zum Amateurfunkzeugnis wird von der Bundesnetzagentur wahlweise mit 5 oder 12 Wörtern (zu je 5 Zeichen) pro Minute abgenommen.[11] 60 oder mehr Wörter pro Minute werden nur von hervorragenden Könnern der Schnelltelegrafie erreicht.[10], S. 44 Zum Vergleich: bei einer Stichprobe deutschsprachiger Fernsehnachrichten wurde ein Sprechtempo von 130 Wörtern pro Minute ermittelt.[12]
- Andererseits können mit dieser schmalbandigen Betriebsart aus technischen und psychoakustischen Gründen Signale – auch schwache – trotz Rauschen und ähnlicher Störungen zuverlässiger empfangen werden.[13][14]

Die Morsetelegrafie wurde lange Zeit in der Schifffahrt eingesetzt. Bis Ende 1999 war Seeschiffen international vorgeschrieben, Notrufe in Morsecode absetzen zu können. Die große deutsche Küstenfunkstelle Norddeich Radio beendete ihre Kurzwellen-Telegrafie am 30. September 1996, einen Tag vor ihrem Kurzwellen-Sprechfunkdienst.
Morsetelegrafie („CW“) ist bis heute eine der gängigen Betriebsarten für Funkverbindungen zwischen Funkamateuren. Nach verschiedenen Schätzungen kann die Hälfte von ihnen morsen bzw. sind ein Siebtel der deutschen Funkamateure aktive Morsetelegrafisten. Auch spezielle Vereine widmen sich der Amateurfunktelegrafie. Neben den standardisierten Abkürzungen für den zeitsparenden Gebrauch im Funkverkehr haben sich im Amateurfunk zahlreiche weitere eingebürgert.
In der deutschen Kolonie Kamerun kam die Funktelegrafie ab 1908 ins Spiel. Dem dortigen Postpräsidenten Peglow schien das „nichts überraschend Neues, denn die Kunst des ‚drahtlosen‘ Telegraphierens an sich war dort schon seit alten Zeiten bekannt“, nämlich rein akustisch (also ohne Medienbruch) mit Nachrichtentrommeln.

### Lichttelegrafie
Eine drahtlose Übertragungstechnik, wie sie auch die Funkentelegrafie anwendet, ist die Lichttelegrafie. Sie entstand infolge der Erfindung des Photophons von Alexander Graham Bell und Charles Sumner Tainter aus dem Jahre 1880. Hierbei wurden Buchstaben und Ziffern als akustische Morsesignale in einem mit Selenzelle erzeugten und mehreren Spiegeln abgelenkten und dann gebündelten Lichtstrahl gesendet. Durch Siemens & Halske in Deutschland und in Großbritannien im Auftrag der Admiralität erfolgte 1916 bis 1917 im Ersten Weltkrieg jeweils das Entwickeln militärischer Photophone mit einer speziellen Kombination aus u. a. Spiegel, Bogenlampe für eine Distanz von bis zu 15 Kilometern.
Auch im Zweiten Weltkrieg kam es nochmals zum Einsatz von Geräten basierend auf dem Photophonprinzip. Bis in die Gegenwart entwickelten Technikamateure das Prinzip mittels Laser-, Infrarot- und jüngst LED-Technik weiter und erreichten dabei Übertragungen über Entfernungen bis etwa 100 Kilometer.

## Endgeräte und Telegrafiearten
- Schreibtelegraf (ab 1833) – ein Aufzeichnungsgerät der Morseschrift
- Estienne-Apparat (19. Jahrhundert) – eine andere Form des Schreibtelegrafen
- Zeigertelegraf (ab 1839) – ein einfach zu bedienendes Telegrafiegerät
- Akustische Telegrafie
- Typendrucktelegraf (ab 1855) – ein Telegrafiegerät mit Buchstabentastatur
- Bildtelegrafie (ab 1901) – ein Vorläufer des Faxgerätes
- Hellschreiber (ab 1929) – ein Fernschreiber auf Basis von Bildpunkten
- Fernschreiber (ab 1933) – ähnelt einer Kombination aus Schreibmaschine und Telefon, wurde bis 2007 über das Telex-Netz genutzt

## Verwandte Themen
- Telegrafenkongresse stimmten im 19. Jahrhundert die länderübergreifende Telegrafie ab.
- Telegrafenschulen waren ebenfalls im 19. Jahrhundert nötig, um in der noch komplizierten Technik auszubilden.
- Telegrafentruppen sind militärische Einheiten zur Telegrafie.
- Die Erdtelegraphie wurde im Ersten Weltkrieg eingesetzt.
- Die Telegrafengleichung ist eine Verallgemeinerung der Wellengleichung, sie wurde zuerst bei Seekabeln verwendet.

## Vernetzung
Telegrafie stellte die erste Form weltumspannender Vernetzung von adressiertem Datenverkehr dar, bevor in der Folge Telefonie samt Fax und später Internet diese Funktion verbesserten und teilweise ablösten.
Zuvor konnten Informationen nur durch materielles Reisen einer Person oder Versand von Poststücken zusammengetragen werden.

### Hochschulschriften
- Horst A. Wessel: Die Entwicklung des elektrischen Nachrichtenwesens in Deutschland und die rheinische Industrie. Von den Anfängen bis zum Ausbruch des Ersten Weltkrieges (= Zeitschrift für Unternehmensgeschichte, Beiheft 25). Steiner, Wiesbaden 1983, ISBN 3-515-03324-6 (Dissertation an der Universität Bonn 1979, XX, 1097 Seiten mit graphischen Darstellungen, 25 cm).
- Christian Holtorf: Das erste transatlantische Telegraphenkabel von 1858 und seine Auswirkungen auf die Vorstellungen von Raum und Zeit. [Berlin] 2009, DNB 1000397645 (Dissertation HU Berlin 2009, 323 Blätter mit Illustrationen, Kt., 30 cm).